# تپه چمن
تپه چمن مربوط به هزاره ۵ قبل از میلاد است و در لیلان، ضلع شرقی شهر واقع شده و این اثر در تاریخ ۲۵ اسفند ۱۳۷۹ با شمارهٔ ثبت ۳۰۸۹ به‌عنوان یکی از آثار ملی ایران به ثبت رسیده است.